# Karstenia rubicola
Karstenia rubicola är en svampart som först beskrevs av Ellis & Dearn., och fick sitt nu gällande namn av Sherwood 1980. Karstenia rubicola ingår i släktet Karstenia, ordningen Rhytismatales, klassen Leotiomycetes, divisionen sporsäcksvampar och riket svampar.   Inga underarter finns listade i Catalogue of Life.